# 安武郡
安武郡（あんぶ-ぐん）はかつて中国に存在した郡。現在の中華人民共和国甘粛省平涼市霊台県北西部に相当する。
南北朝時代、西魏により設置された。583年（開皇3年）に隋朝により廃止された。

## 管轄県
- 安武県
- 朝那県